# Отношения между България и Украйна

## История
Украинският и българският народи са близки не само поради своето славянско произхождение, етническа и езикова близост, но и поради общността на историческата съдба, многовековни отношения в религиозен, културен, стопански, обществено-политически живот.
Украинците са участвали в състава на полско-унгарските войски на крал Владислав в битката край Варна срещу турци през 1444 г.
Духът на казацка свобода примамвал българите, които са бягали от османската власт в Запорожка Сич. През 1762 г. в състава на запорожкото войска дори бе създаден български хусарски полк.
Статутът на украинското патриотично "Кирило - Методиевско братство", сред чиито създатели е украинския Народен поет Тарас Шевченко, е първият документ, в който през 19 - ти век се поставя целта за Освобождение на България от Османско робство, макар и в състава на Общославянска федерация.По време на руско-турската война, която освободи българския народ от многовековното владичество, историята неразделно свърза съдбите на нашите два народа в борба за свободата на българската земя.
Украйна стана родина за най-голямата в света българска диаспора. Според данни на преброяването през 2001 г., на нейната територия живеят около 204,6 хил. души от български произход.
РБ заема важно място в балканското направление на външнополитическите интереси на Украйна, което е обусловено от геополитическо положение на РБ на Балканите, близостта на интересите в Черноморския и Крайдунавския регион. Украйна и България имат обща етническа, езикова и религиозна прилика, традиционни икономически, търговски и културно-исторически връзки.

## Развитие на двустранните отношения
Двустранните отношения между България и Украйна се изграждат въз основа на Договора за приятелски отношения и сътрудничество (подписан на 5 октомври 1992 г., в сила от 2 март 1994 г.) и Декларацията за по-нататъшното развитие и задълбочаване на сътрудничеството между Република България и Украйна, подписана от президентите на България и Украйна през 1998 г. През последните 18 години, след установяването на нормални дипломатически отношения, договорно правната рамка за сътрудничество във всички области са десетки споразумения, спогодби и договори. Много от тях са актуализирани след влизането на България в Европейския съюз и на Украйна в СТО (визови, митнически, гражданско правни и др.).
Възходящо се развиват контактите в областта на икономиката и енергетиката, културата и образованието, както и между побратимени области и градове. Ежегодно нараства броят на украинските туристи и България се утвърждава като все по-атрактивна дестинация, като гостоприемен и слънчев домакин на хиляди туристи от Украйна.
Посолството придава изключително важно значение на основните си функции да представлява и защитава интересите на българската държава и на българските граждани на територията на Украйна, като активно работи за по-нататъшното интензифициране на двустранните контакти на всички равнища и във всички сфери.
Главен документ, който регламентира двустранните българо-украински отношения е „Споразумението за икономическо сътрудничество между Правителството на Република България и Кабинета на министрите на Украйна“ (27.11.2007 г.) Според член 2 на Споразумението Договарящите страни ще развиват, разширяват и интензифицират икономическото сътрудничество чрез: засилване на икономическото сътрудничеството между правителствените институции, местните власти и предприемачеството, включително обмен на икономическа
информация от взаимен интерес, както и взаимни посещения на представители на институциите и бизнеса от двете страни; стимулиране създаването на нови и разширяването на съществуващите бизнес контакти, насърчаване на взаимните контакти и посещения на частни лица и предприемачи; обмен на бизнес информация, участие в международни панаири и изложби, съдействие за организацията на мероприятия за представителите на бизнеса, семинари, конференции, симпозиуми; съдействие за повишаване ролята на малкия и средния бизнес; съдействие за развитие на връзки и сътрудничество между финансовите и банковите институции; съдействие за развитието на двустранната инвестиционна дейност; съдействие за откриването на представителства и филиали на предприятия на двете страни; насърчаване на международното сътрудничество; разширяване на сътрудничеството на пазарите на трети страни; обмен на информация за програми и проекти и насърчаване участието на предприемачите в тяхната реализация.

## Икономическо сътрудничество

### Туризъм
Отношенията между България и Украйна в този сектор се развиват в рамките на Спогодбата за сътрудничество в областта на туризма. България е атрактивен туристически пазар за украинските граждани. Българската страна е заинтересована от създаването на максимално благоприятни условия за туристически пътувания между двете страни, с цел разширяване на туристическия обмен. След актуализирането на действащата Спогодба за взаимни пътувания на граждани на двете страни през 2004 г., която създава по-добри условия за взаимните пътувания в двете посоки, през 2005 г. броя на украинските туристи посетили страната ни нараства на 83 746. През 2006 г. украинските туристи са 94 214 (ръст – 12,5% спрямо преходната година), през 2007 г. са 101 677, през 2008 г. са 118 566, което потвърждава тенденцията на нарастване на туристическия обмен. Украинските граждани определено имат интерес към туристическата дестинация „България“, особено към почивки по Черноморието. Туристите от Украйна заемат около 13 място за целия период, а българите подреждат Украйна на 20-о място в класацията на предпочитаните дестинации за почивка и отдих.
Проблемите пред туризма идват от недостатъчната реклама на българския туризъм в Украйна. Недостатъчни се оказват единичните усилия на няколко български туроператорски фирми с представителства в Украйна. Необходима е ясна, централизирана стратегия за популяризиране на българския туризъм в Украйна.

### Транспорт
Двустранни спогодби регламентират отношенията България – Украйна в сферата на автомобилния, железопътния, въздушен и воден транспорт. Основен транспортен проект, с участието на двете страни е проектът за изграждане на Черноморски магистрален път. България и Украйна са страни-членки на ОЧИС (Организацията за Черноморско икономическо сътрудничество) и в това си качество са приели Меморандума на ОЧИС (Белград 2007 г.) за построяване на Черноморски магистрален пръстен (съгласуван с ЕС) за качествена пътна инфраструктура, свързваща страните от Черноморския басейн с Азия.
България и Украйна са страни и по програмата ТРАСЕКА (Транспортен коридор Европа-Кавказ-Азия), в която участват още 10 страни от Европа и Азия. В ТРАСЕКА Европейският съюз ще инвестира 1 млрд.евро и се очаква тази програма да бъде изпълнена до 2015 г. Програмата предвижда модернизация на съществуващите и изграждане на нови обекти за мултимодални превози и терминали с цел развитие на всички видове транспорт по евроазиатските коридори.

### Инвестиции
Има обективни условия за засилване на сътрудничеството в областта на инвестициите. С приемането на България в ЕС се създават най-благоприятни условия за работа на чуждестранните инвеститори.
Обемът на инвестициите от Украйна в България за периода 2005 – 2008 г. достига до 22,5 млн.щ.д. Преобладаваща част от тях са в промишлеността и търговията.
По данни на украинската статистика българските инвестиции в Украйна за периода 2000 – 2008 г. достигат 20,7 млн.щ.д. От 112 страни България заема 37 място по брой на чуждестранни инвестиции в Украйна.
Насърчаването на инвестиционната активност и партньорство между български и украински компании е основната цел на българо-украинското сътрудничество в последните години. Обсъждат се условията за осигуряване на свеж финансов ресурс за бизнеса в условията на криза и възможностите за по-лесен достъп до банково финансиране чрез създаване на смесени предприятия с участието на страна-член на ЕС. Има възможност за ползване на ресурс от структурните фондове на ЕС при регистриране на съвместни дружества в България. Български строителни компании ще получат подкрепа за участие в изграждането на спортни съоръжения в Украйна за предстоящото Европейско първенство по футбол през 2012 г., както и на хотели, чието строителство по решение на украинското правителство е освободено от данъчно облагане.
Данните са следните. Преките български инвестиции в Украйна за периода 2001 – 2010 г. възлизат на 30.8 млн. евро. Като някои от тях са придобиването на мажоритарен дял от „Фикосота Синтез“ АД от фабриката за перилно препарати „Оникс“ през 2008 г. Стойността на сделката е част от тригодишен инвестиционен план в размер на 12 млн. долара. Най-значимата българска инвестиция в Украйна е собственост на компанията „Приста Ойл“и се намира в пристанището на град Одеса.
Украйна е извън първите 20 в класацията на чуждестранните инвеститори в България. За украинските инвеститори са много перспективни секторите на недвижимите имоти, металургията и туризма. Така например компанията „Интерприборсервиз“ ООД е ангажирана да извърши замяна на морално остарелите системи за безопасност с високотехнологично оборудване в АЕЦ Козлодуй. 

## Българска общност в Украйна
Съществен фактор, който сближава Украйна и България, е многобройното българско малцинство на територията на Украйна. Българите заемат пето място сред националните малцинства в Украйна по данни от преброяването на населението в Украйна през 2001 година. При това българската общност в Украйна е най-голямата българска общност в света. Днес в Украйна официално действат 14 национално-културни български организации.
Общообразователните учреждения, в които се изучава български език, са: Болградската гимназия „Г.С.Раковски“ и 44 училища в 8 района на Одеска област, Приморския регионален украинско-български лицей за учениците от южните региони и 22 училища в 4 района на Запорожка област, училище №16 в гр. Миколаив и Общообразователно Вилшанско училище в Кировоградска област. Освен това българския език се преподава в Киевския национален университет „Тарас Шевченко“, Славянския университет (гр. Киев), Лвовския национален университет „Иван Франко“ и Одеския национален университет.
За задоволяване на културните потребности на българското малцинство, за развитие на националните традиции и обичаи през 1998 г. със съдействие на органите на местната държавна власт в гр. Болград, Одеска област, е открит първият в Украйна Областен научно-методически център на българската култура. В районите с компактното българско население действат отделни музейни зали, в които са изложени комплексни експозиции, посветени на историята, бита и духовното наследство на българите.
Днес на български език се издават вестници и списания в Украйна. В местата на компактното местоживеене на българите се излъчват в ефир предавания на български език.